# Яків II (король Шотландії)
Яків II (16 жовтня 1430 — 3 серпня 1460) — король Шотландії у 1437–1460 роках.

## Життєпис

### Регентство
Походив з династії Стюартів. Син Якова I, короля Шотландії, та Джоан Бофор. Після загибелі батька у 1437 році Якова було оголошено королем. Він разом з матір'ю переїхав до замку Данбар, де перебував до 1439 року. Джоан Бофор сприяла страті вбивць чоловіка на чолі із Вальтером Стюартом.
Спочатку генерал-лейтенантом королівства став граф Арчібальд Дуглас, після смерті якого відбулася колотнеча за опіку над королем між Джоаною Бофор та Олександром Лівінгстоном, який зумів запроторити першу до в'язниці. Зрештою було вирішено передати молодого короля під опіку Лівінгстона.
Новий регент намагався зміцнити свою владу, придушуючи інші клани. У 1440 році від імені короля було підступно вбито Вільяма та Давида Дугласів, а також Малкольма Флемінга, представників впливових аристократичних родів.

### Володарювання
У 1449 році, скориставшись повноліттям короля та його шлюбом із Марією, представницею династії герцогів Гельдернських, рід Дугласів у союзі з лордом Вільямом Крайтоном скинули владу Олександра Лівінгстона. Втім влада короля залишилася обмеженою. Натомість у 1452 році Яків II вирішив покінчити з владою Дугласів. Він запросив до замку Стерлінг голову клану Чорних Дугласів, де наказав розірвати союз з Джоном Макдональдом, графом Росс та володарем Островів, і Олександром Ліндсеєм, графом Кроуфордом. скориставшись відмовою Яків II власноруч вбив Дугласа. Після цього розпочалася тривала військова кампанія проти Чорних Дугласів, яка завершилася перемогою короля у 1455 році. Землі Чорних Дугласів було приєднано до королівського домену.
Надалі він спробував підкорити Макдональдів та Ліндсеїв, проте невдало. Після цього король спробував скористатися війною Білої та Червоної троянд, вирішив повернути шотландські землі, раніше захоплені Англією. Під час військової кампанії шотландці взяли в облогу замок Роксбург, під час облоги якого 3 серпня 1460 року Якова II було вбито гарматою, що розірвалася. Проте деякі сучасники підозрювали змову аристократів проти короля, внаслідок чого той загинув.

## Родина
1. Дружина — Марія (1434—1463), донька Арнольда Егмонта, герцога Гельдерна
Діти:
- Яків (1451—1488), король з 1460 до 1488 року
- Марія (1453—1488), 1-м шлюбом з Томасом Бойдом, графом Арраном, 2-м шлюбом з графом Яковом Гамільтоном
- Олександр (1454—1485), герцог Олбані
- Давид (1455—1457), граф Морей
- Маргарет (1455—д/н)
- Джон (1457—1479), граф Мар

2. Коханка:
- Джон (д/н—1523), лорд Стікс